# 1696 a tudományban
Az 1696. év a tudományban és a technikában.

## Halálozások
- Jean Richer francia csillagász, utazó (* 1630)